# W Corvi
Ne doit pas être confondu avec VV Corvi.
Désignations
W Corvi (en abrégé W Crv) est une étoile binaire de la constellation du Corbeau, distante d'environ ∼ 695 a.l. (∼ 213 pc) de la Terre. Il s'agit d'une binaire à éclipses de type Beta Lyrae dont la magnitude apparente varie de 11,16 à 12,5 sur une période de neuf heures. Sa période s'est accrue d'1/4 de seconde sur un siècle. Il s'agit d'un système particulier dont les deux étoiles sont très proches l'une de l'autre mais qui ont des températures de surface différences, si bien que les transferts thermiques entre elles ne se déroulent pas comme prévu.